# سانشاین (نیومکزیکو)
سانشاین (به انگلیسی: Sunshine) یک منطقهٔ مسکونی در ایالات متحده آمریکا است که در نیومکزیکو واقع شده‌است. سانشاین ۴۲۰ نفر جمعیت دارد و ۱٬۲۹۵٫۱۱ متر بالاتر از سطح دریا واقع شده‌است.